# TauTona
TauTona – kopalnia złota w Republice Południowej Afryki.  Jej głębokość sięga 3,9 km. Do roku 2011 była najgłębszą kopalnią na świecie, kiedy to utraciła pierwszeństwo na rzecz kopalni Mponeng (też w RPA, ponad 4 km). Nazwa Tau Tona oznacza w języku Sotho "wielki lew".
Kopalnia leży na zachód od Johannesburga niedaleko miasta Carletonville. Jest jedną z trzech kopalni Western Deep Levels. Niedaleko kopalni TauTona znajdują się kopalnie Mponeng oraz Savuka. TauTona i Savuka posiadają wspólne zakłady zajmujące się procesem przeróbki rudy złota. Właścicielem owych trzech kopalni jest przedsiębiorstwo kanadyjskie AngloGold Ashanti.
Tau Tona została zbudowana przez firmę Anglo American Corporation, która w 1957 zakupiła 2-kilometrowej wówczas głębokości szyb. Kopalnia rozpoczęła wydobycie w roku 1962. Jest jedną z najbardziej wydajnych w Południowej Afryce i pracuje nawet w okresach, gdy cena złota znacznie spada. Wyrobiska kopalni mają łącznie około 800 kilometrów długości, a kopalnia zatrudnia około 5600 górników. Jest dosyć niebezpiecznym miejscem pracy - średnio w ciągu roku w kopalni ginie pięciu górników. Przy tak znacznej głębokości temperatura skał powietrza nagrzewa się do poziomu niebezpiecznego dla życia. Stosowana więc musi być klimatyzacja chłodząca powietrze z około 55°C do około 28°C.
Dotarcie robotników z powierzchni do przodków, gdzie urabia się rudę, zajmuje nawet godzinę. Ze względu na bezpieczeństwo konieczne są przesiadki. Klatka, którą górnicy zjeżdżają pod ziemię, osiąga prędkość 16 metrów na sekundę.
Koncern AngloGold Ashanti rozważa budowę nowego szybu, którym górnicy po raz pierwszy zjechaliby na głębokość ponad czterech kilometrów. Uzyskano by z niego lepszy dostęp do złoża.

## Produkcja
Zestawienie wielkości produkcji z ostatnich lat:
| Rok  | Produkcja (tys. uncji) | Klasa (g/t) | Koszt produkcji uncji US$ |
| 2003 | 646                    | 12,09       | 171                       |
| 2004 | 568                    | 10,88       | 245                       |
| 2005 | 502                    | 9,62        | 256                       |
| 2006 | 474                    | 10,18       | 269                       |
| 2007 | 409                    | 9,67        | 317                       |
| 2008 | 314                    | 8,66        | 374                       |
| 2009 | 218                    | 7,29        | 559                       |
| 2010 | 259                    | 7,01        | 700                       |
| 2011 | 244                    | 7.55        | 818                       |
| 2012 | 189                    | 7,63        | 924                       |
| 2013 | 235                    | 7,34        | 920                       |
| 2014 | 232                    | 8,21        | 882                       |
| 2015 | 209                    | 8,46        | 883                       |